# León (Nikaragva)
León (punim imenom Santiago de los Caballeros de León) je grad na zapadu srednjoameričke države Nikaragve. Središte je istoimenog departmana. Po podacima iz 2005. u gradu živi 174.051 stanovnik. Po tome je León drugi po veličini u zemlji iza glavnoga grada Manague.
León se nalazi na rijeci Río Chiquito, 93 kilometara sjeverozapadno od Manague i 17 kilometara istočno od obale Tihog oceana.
León je 1524. godine osnovao konkvistador Francisco Hernández de Córdoba. Prvobitni (stari) León Viejo nalazio se na oko 30 kilometara od današnjeg grada. Nakon erupcije vulkana Momotombo 1610. grad je teško stradao, pa je ponovo izgrađen u blizini domorodačkog naselja Subtijaba. Sveučilište u Leónu je osnovan 1813. godine. 
Kada se Nikaragva 1839. godine povukla iz Ujedinjenih provincija Centralne Amerike León je postao njen glavni grad. Dogovorom iz 1858. odlučeno je da se glavni grad preseli u Managuau.
Ruševine starog Leóna (León Viejo), koje su udaljene 30 km, su 2000. godine proglašene UNESCO-ovom svjetskom baštinom, a Katedrala u Leónu 2011. godine.